# Zieleniewo (powiat stargardzki)
Zieleniewo (niem. Grünhof) – wieś w Polsce położona w województwie zachodniopomorskim, w powiecie stargardzkim, w gminie Kobylanka, położona 4 km na wschód od Kobylanki (siedziby gminy) i 8 km na zachód od Stargardu (siedziby powiatu).
Miejscowość wypoczynkowa położona nad północnym skrajem jeziora Miedwie, przy drodze krajowej nr 10. Pierwsza wzmianka o Zieleniewie pochodzi z roku 1865. Od przełomu XIX i XX w. letnisko.
W Zieleniewie nad jeziorem Miedwie wyznaczono kąpielisko śródlądowe.
W latach 1975–1998 miejscowość należała administracyjnie do województwa szczecińskiego.

## Nazwa
Nazwa jest substytucją słowotwórczą pierwotnej nazwy niemieckiej, utworzoną na wzór nazw topograficznych przez dodanie do przymiotnika zielony formantu -ewo. Nazwa niemiecka ma charakter kulturowy i składa się z dwóch członów: przymiotnika grün „zielony” i nazwy pospolitej Hof „dwór, zagroda, dziedziniec”.